# صنهاجه
قبایل صَنهاجه یکی از بزرگ‌ترین مجموعه قبیله‌های بربر (آمازیغ) در شمال آفریقا است. آنان از طرفداران فاطمیان بودند. مجموعه‌های بزرگ دیگر از قبایل منطقه عبارت‌اند از زناته و مصموده.

## پیشینه
زیستگاه اصلی قبایل صنهاجه شمال صحرای بزرگ آفریقا بوده‌است و پس از رسیدن اسلام به منطقه، این قبایل در سودان و تا رودخانه سنگال و نیجر گسترش یافتند. از سدهٔ نهم به اینسو، مردم صنهاجه زیستگاه خود را به کوهستان اطلس میانی، کوهستان ریف و کرانه‌های اقیانوس اطلس در مراکش گسترش دادند.
بخشی از صنهاجه در خاور الجزایر (کُتامه) نشیمن گزیدند و نقش مهمی در برآمدن فاطمیان داشتند.
دودمان‌های صنهاجی همچون زیریان و حمادیان تا سدهٔ ۱۲ میلادی در شمال آفریقا فرمانروایی کردند. 
در زمان حمله عرب، صنهاجیان تازه راه گذر از صحرا و رسیدن به سرزمین سیاهان را پیدا کرده‌بودند. صنهاجه سفرهای صحراگذر خود را از وادی درعه آغاز کردند. آن‌ها سنگ نمک صحرای مرکزی را در کناره‌های رود سنگال با گرد طلا مبادله می‌کردند.
صنهاجه در شتررانی به مهارت کامل رسیدند. شتر بومی آفریقا نیست و نخستین بار ایرانیان آن را در سدهٔ ششم پ.م. با خود به مصر آوردند. صنهاجه نخستین مردم آفریقا بودند که از شتر استفاده کامل کردند.
شاخه‌ای از صنهاجه که در بخش مرکزی صحرا سکنی گزیدند طوارق نام دارند. دو جاده صحراگذر موجود، از منطقه طوارق می‌گذرد.